# Jozef Kroner
Pour les articles homonymes, voir Kroner.
Jozef Kroner (né le 20 mars 1924 à Staškov, mort le 12 mars 1998 à Bratislava) est un acteur slovaque. Il a joué dans plus de cinquante films slovaques, dont le film oscarisé Le Miroir aux alouettes en 1965.

## Biographie
Jozef Kroner a été membre du Théâtre National Slovaque entre 1956 et 1984, et apparaît dans de nombreux films pour le cinéma et la télévision. Son frère  Ľudovít Kroner, sa fille Zuzana Kronerová, et sa femme Terézia Hurbanová-Kronerová étaient aussi acteurs. 

## Filmographie
- 1949: Katka : majster Jozef
- 1951: Akce B : švec
- 1953: Pole neorané : Šimon Perďoch
- 1954: Drevená dedina : Ondro Chlistoň
- 1955: Štvorylka : krajčír Sásik
- 1956: Čert nespí (porotca, kádrovák Merinda, inžinier Martvoň)
- 1957: Posledná bosorka : Jakub Krvaj
- 1957: Zemianska česť : Jonáš
- 1958: Statočný zlodej : Jožko Púčik
- 1958: Šťastie príde v nedeľu
- 1960: Jerguš Lapin : strýko Košaľkuľa
- 1961: Pokorené rieky : Juraj Brondoš
- 1962: Polnočná omša : Valentín Kubiš
- 1962/63: Jánošík I-II : otec Uhorčík
- 1965: Le Miroir aux alouettes (Obchod na korze) : Tóno Brtko
- 1965: Kubo : Kubo
- 1966: Lidé z maringotek : klaun Ferdinand
- 1967: Muž, který stoupl v ceně : pán Benda
- 1968: Dialóg 20-40-60 : starec
- 1968: Muž, ktorý luže : Franz
- 1968: Traja svedkovia : dr. Schwartz
- 1969: Touha zvaná Anada : Koktavý
- 1970: Pán si neželal nič : Ctibor
- 1970: Rysavá jalovica : Adam Krt
- 1972: Zajtra bude neskoro : učiteľ
- 1972: Prečo Adam Chvojka vicerichtár spáva doma : Adam Chvojka
- 1973: Očovské pastorále : Cesnak
- 1973: Putovanie do San Jaga : Carlo
- 1973: Végül [Nakoniec], r. Gyula Maár, Maďarsko : János Varga
- 1973: Vymenená princezná (Kráľ)
- 1975: Pacho, hybský zbojník : Pacho Matrtaj
- 1976: Stratená dolina : Gamboš
- 1976: Sváko Ragan : Sváko Ragan
- 1976: Teketória [Okolky], r. Gyula Maár, Maďarsko
- 1977: Vianočné oblátky : Jano Predaj
- 1979: Két történet a félmúltból [Dva príbehy z nedávnej minulosti], pov. A téglafal mögött [Za tehlovou stenou], r. Karoly Makk, Maďarsko : Ferenc Bódi
- 1979: Mišo : Mišo
- 1981: Kosenie Jastrabej lúky : otec Martin Hudec
- 1981: Megáll az idő [Čas sa zastaví], r. Péter Gothár, Maďarsko : triedny profesor
- 1981: Tegnap elött [Predvčerom], r. Péter Bacsó, Maďarsko
- 1982: Egymásra nézve [Iný pohľad], r. Károly Makk, Maďarsko
- 1982: Popolvár najväčší na svete : sluha Šablica
- 1982: La Ballade de Mamelouk : Sidi Ali
- 1982: Soľ nad zlato : šašo
- 1983: L'Abeille millénaire (Tisícročná včela) : Martin Pichanda
- 1987: Neďaleko do neba : Šimaľa
- 1987: Le Dernier Manuscrit (Az utolsó kézirat) : György Nyáry
- 1988: Lovec senzací : Šnórer
- 1988: Vlakári : dedo Homola
- 1989: Můj přítel d'Artagnan : Křepelka
- 1989: Ty, ktorý si na nebesiach [Ti, kojto si nebeto], r. Dočo Bodžakov, Bulharsko : George Henih
- 1990: Árnyék a havon [Tieň na snehu], r. Attila Janisch, Maďarsko
- 1992: Dědictví aneb Kurvahošigutntag : Košťál
- 1994: Vášnivý bozk : Schneider
- 1995: ...ani smrt nebere! : artin Janák–Štipaný